# Kleinreifling (stacja kolejowa)
Kleinreifling (niem: Bahnhof Kleinreifling) – przystanek kolejowy w miejscowości Kleinreifling, w gminie Weyer, w kraju związkowym Dolna Austria, w Austrii. Znajduje się na Rudolfsbahn i zarządzana jest przez Österreichische Bundesbahnen.

## Linie kolejowe
- Rudolfsbahn